# 삼보초등학교
삼보초등학교는 대한민국 충청북도 증평군에 있는 초등학교다.

## 학교 연혁
- 1959. 04. 01 삼보국민학교 설립인가
- 1959. 04. 29 삼보국민학교 개교
- 1988. 03. 01 충청북도교육청 지정 과학 시범학교
- 1991. 11. 26 본관 3층 21개 교실 준공
- 1993. 12. 20 체육활동 우수 문화체육부 장관상 수상
- 1994. 12. 23 급식소 준공
- 1996. 12. 11 병설유치원 독립원사 준공
- 1997. 03. 01 충청북도교육청 지정 열린 교육 시범학교
- 1998. 03. 01 충청북도교육청 지정 인성교육 시범학교
- 1998. 08. 15 체육관 준공
- 2001. 10. 30 교육인적자원부 지정 ICT 연구학교
- 2008. 11. 19 삼보영어체험학습센터 개관
- 2009. 03. 01 초등학교 돌봄학교 지정 운영(3년)
- 2010. 01. 08 삼보 인조잔디구장 완공
- 2012. 03. 01 충청북도교육청 연구학교 지정 (영재교육 2년)
- 2012. 09. 01 제20대 송문규 교장 부임
- 2013. 03. 01 교육부 요청 도지정 연구학교 지정(스마트교육 2년)
- 2014. 02. 20 제54회 졸업식(졸업생 총수 8,808명)